# José Fantaguzzi
José Fantaguzzi (Pergamino, Buenos Aires, 16 de enero de 1962) es un entrenador de fútbol argentino. Fue jugador profesional, actuando en la posición de centrocampista.

## Trayectoria como jugador de fútbol
Surgido de las inferiores del club Lucini de Pergamino, fue reclutado por Ferro en 1978. 
Debutó profesionalmente recién en 1982. Fue parte del plantel que conquistó el Campeonato Nacional 1984.
En agosto de 1987 fue fichado por el Real Betis de la Primera División de España. Debutó el 6 de septiembre de 1987 con el equipo sevillano en partido contra el RCD Espanyol. Posteriormente retornó a Ferro, donde actuaría dos años más, sumando un total de 166 partidos jugados con 8 goles anotados.
Prosiguió su carrera en Platense y en 1991 volvió a dejar su país para jugar en el club israelí Hapoel Beit-She'an Football Club.
Su última temporada como profesional fue en las filas de Huracán.

### Selección nacional
Integró el combinado argentino que ganó la medalla de oro en los Juegos Suramericanos de 1986, fue subcampeón del Torneo Preolímpico Sudamericano de 1988 y que obtuvo la medalla de bronce en el torneo de fútbol de los Juegos Panamericanos de 1987.
Asimismo fue parte del equipo nacional que disputó un partido amistoso no oficial en Roma ante el club Associazione Sportiva Roma como parte de sus festejos por su 60° aniversario.

### Clubes
| Club                  | País      | Año       |
| --------------------- | --------- | --------- |
| Ferro Carril Oeste    | Argentina | 1982-1987 |
| Real Betis            | España    | 1987-1988 |
| Ferro Carril Oeste    | Argentina | 1988-1990 |
| Platense              | Argentina | 1990-1991 |
| Hapoel Beit-She'an FC | Israel    | 1991-1994 |
| Huracán               | Argentina | 1994-1995 |

## Trayectoria como entrenador
Tras retirarse, pasó a desempeñarse como entrenador de equipos de fútbol. Su primer trabajo fue en las divisiones inferiores de Ferro.
Siendo asistente de Oscar Garré, trabajó en los clubes chilenos Huachipato de 2002 a 2003 y Universidad Católica en 2004. En 2005 lo acompañó en la conducción de Atlético Rafaela.
Su primera experiencia como entrenador jefe fue en el Nacional de Paraguay, donde estuvo entre 2006 y 2007. Luego de ello dirigió durante el último semestre de 2007 a Tiro Federal de Rosario.
Como ayudante de Héctor Cúper, dirigió entre 2008 y 2009 a la selección de fútbol de Georgia; entre 2009 y 2011, a Aris Salónica (Grecia), donde fue subcampeón de la Copa Grecia en 2009; en 2011, a Racing Santander (España); entre 2011 y 2013, a Orduspor (Turquía); entre 2013 y 2014, a Al Wasl (Emiratos Árabes); entre 2015 y 2018, a la selección de Egipto, con la que jugó el Mundial; en 2018 y 2019, a la selección de Uzbekistán. Durante los años 2021 y 2022 en la selección RD Congo, año 2023 selección de Siria